# Palatul Europei
Palatul Europei (franceză Palais de l'Europe) este o clădire situată în Strasbourg, Franța, care a servit ca sediu al Consiliului Europei din 1977, când a înlocuit „Casa Europei”. Între anii 1977 și 1999 a fost, de asemenea, sediul din Strasbourg al Parlamentului European.